# Суворов, Сергей Романович
Серге́й Рома́нович Суво́ров (7 октября 1922, Большая Вочерма, Сернурский кантон, Марийская автономная область — 17 июля 1942, Мусино, Калужская область) — стрелок 774-го стрелкового полка 222-й стрелковой дивизии 33-й армии Западного фронта, красноармеец; первый из марийцев, удостоенный звания Героя Советского Союза, и самый молодой из 36 уроженцев Марийской республики, удостоенный этого звания.

## Биография
Родился 7 октября 1922 года в д. Большая Вочарма Косолаповской волости Сернурского кантона (ныне Мари-Турекский район) в крестьянской семье. Его отец Роман Павлович — активный сторонник Советской власти, первый председатель Больше-Вочарминского сельсовета, один из организаторов и первый бухгалтер колхоза «Саска» («Плоды») — умер в 1930 году из-за осложнений от раны, полученной в Первой мировой войне. В семье было 5 детей, Сергей был за старшего.
В 1930 году Сергей пошёл в первый класс Больше-Вочарминской начальной школы, после окончания которой учился в Больше-Руяльской 7-летней школе, где был в числе лучших по успеваемости и ему поручали оформлять после уроков стенгазеты, плакаты, вывески.

После окончания школы поступил в Мари-Биляморское педагогическое училище. Помимо учёбы, здесь он занимался и общественными делами: вступил в комсомол, участвовал в спортивных состязаниях и стал обладателем спортивных значков «Готов к труду и обороне», «Готов к санитарной обороне» (ГСО), «Противовоздушная и химическая оборона» (ПВХО), «Ворошиловский стрелок». Друг С. Р. Суворова, ветеран Великой Отечественной войны П. В. Ямбарцев впоследствии вспоминал:
В 1939—1940 годах я учился с Сергеем Суворовым а Мари-Биляморском педагогическом училище, правда, он учился на курс старше. Класс, где он учился, находился напротив нашего класса, он был смешанным, в нём учились и марийцы, и русские. А наш класс был чисто марийским. Сергей всегда ходил в холщовой рубашке с вышитыми марийскими узорами. Когда делался ремонт общежития, он жил два месяца в доме моих родителей, и мы с ним были всегда в тесном контакте на всех педучилищных мероприятиях. Он любил участвовать в художественной самодеятельности при Народном Доме, обладал красивым голосом, пел марийские песни, любил плясать по-марийски. Так, как он плясал, не было ему равных.
Суворов был хорошим лыжником, сильным, выносливым, всегда занимал призовые места. Зимой по выходным он на лыжах ходил в свою деревню Большая Вочерма, а это немалое расстояние.
Суворов, нельзя сказать, что был отличником, был просто усердным и старательным, учился вполне удовлетворительно. 
Надо сказать, что Сергей уже в годы учёбы в Мари-Биляморском педучилище выделялся своей смелостью. Он не был грубым, наоборот, тактичным и вежливым, но в нём ярко выражались черты лидера, старался быть везде и всегда первым.
 В 1939 году в связи с советско-финляндской войной была снята бронь с мужчин-учителей, которые были освобождены от воинской службы с введением в 1931 году всеобщего начального образования в стране. Была проведена массовая мобилизация учителей в армию, во многих школах образовалась нехватка преподавателей. Поэтому в педучилище был организован досрочный выпуск лучших учащихся, которые были направлены в школы. В 1939 году по направлению от педагогического училища С. Суворов был назначен учителем в Пумаринскую 7-летнюю школу. Здесь он стал лидером комсомольцев колхоза, членом Косолаповского райкома ВЛКСМ, выступал в районной газете «Путь Сталина», где познакомился и начал общаться с ответственным секретарём редакции, писателем Дим. Ораем, впоследствии автором повести «Чолга шӱдыр» («Немеркнущая звезда») о боевом подвиге Суворова. Собирался поступать в Марийский учительский институт.

## Боевой подвиг
В армию С. Суворов был призван 21 сентября 1941 года Косолаповским районным военным комиссариатом.
Службу Сергей Суворов начал в учебном лагере под Казанью, а затем был переведён в 27-й запасной артиллерийский полк в г. Пугачёв Саратовской области, где был назначен помощником писаря при штабе. По болезни был отправлен в отпуск на лечение по месту жительства. В деревне работал бригадиром, машинистом на конной молотилке.
В марте 1942 года он вновь был призван в армию и направлен в 774-й полк 222-й стрелковой дивизии, занимавшей после битвы за Москву оборону на дальних подступах к столице.
Подвиг Сергея Суворова впервые был описан в газете «Правда» 2 августа 1942 года. Также некоторые детали того боя, кроме зафиксированных в наградном листе, со слов оставшихся в живых однополчан сохранились в музее Славы Износковской средней школы Калужской области.
12 июля 1942 года взвод 774-го стрелкового полка проводил разведку боем переднего края обороны противника около села Агафьино (Хопилово?). Бойцы во главе с командиром взвода, младшим лейтенантом Шандриковым, политруком Лапшиным, преодолев два пояса проволочных заграждений, вступили в бой. Группа автоматчиков, в составе которой был красноармеец Суворов, преследуя отходящего противника, вырвалась вперёд и оказалась отрезанной от своего подразделения заградительным миномётным огнём. Погиб командир группы и другие бойцы.
Оставшись один, будучи раненым, красноармеец Суворов целый день до вечера вёл неравный бой в окружении. В течение первых двух часов, отражая натиск врага, он уничтожил 10 немецких солдат и многих ранил. Противники открыли сильный миномётный и пулемётный огонь по позиции советского бойца. Затем, считая его убитым, пошли вперёд, но снова были встречены автоматными очередями. Только ночью санитары вытащили его из-под вражеского огня. Около окопа лежало 22 трупа немецких солдат, а на теле воина было 7 ран.
Подвиг также описан в статье «Герой Советского Союза Сергей Суворов» фронтовой газеты «В поход»:

«Рота Сергея Суворова получила приказ разведать передний край немцев. Бойцы смело атаковали врага, воодушевляемые пламенными призывами Сергея Суворова, его личной отвагой и храбростью. Хорошо дрались советские воины. Но вот пал смертью храбрых друг Суворова — Щербаков, ранен боец Черкашин, выбыл из строя командир. И несмотря на стойкость роты, фашисты беспрерывно бросали в атаку большие группы своих солдат. В эти минуты голос Суворова звучал ещё мощнее и увереннее. Его клич: „За родину, за Сталина“ — вселял бодрость и уверенность в редеющие ряды бойцов. Настала минута, когда против одного нашего бойца шли по 2—3 десятка гитлеровцев.
Особенно упорно держал свой рубеж молодой богатырь Сергей Суворов. Его автомат метко косил атакующих бандитов. Суворов не мог, не смел отступать. Он защищал русскую землю.
Но вот две пули впились в тело героя. Суворов не сдавался. Ещё три ранения получил он, но фашисты по-прежнему не могли подойти: Суворов так же метко и уверенно косил их цепи. Семь ран получил отважный сын родины, но не оставил рубеж. Целые сутки длился неравный поединок. Победил советский воин — комсомолец Суворов. Больше двадцати немецких трупов лежало перед его окопом. Здесь враг не прошёл! И только ночью, обессиленного от ран и страшного физического напряжения, Суворова вынесли санитары».

На четвёртые сутки, 17 июля, красноармеец Суворов умер в госпитале 391 отдельного медицинского санитарного батальона 222-й стрелковой дивизии от ран. Первичное место захоронения — кладбище д. Мусино.
Указом Президиума Верховного Совета СССР «О присвоении звания Героя Советского Союза начальствующему и рядовому составу Красной Армии» от 31 марта 1943 года за «образцовое выполнение боевых заданий командования на фронте борьбы с немецкими захватчиками и проявленные при этом отвагу и геройство» удостоен посмертно звания Героя Советского Союза.
Впоследствии похоронен в с. Износки Износковского района Калужской области в братской могиле, где сейчас разбит парк и стоит памятник герою. Сначала на его могиле была установлена мраморная плита с позолоченной надписью «Здесь похоронен Герой Советского Союза Суворов С. Р., отдавший жизнь в войне 1941—1945 гг. с немецко-фашистскими захватчиками».

В ноябре 1951 года на могиле Героя был установлен бюст, на открытии которого присутствовали марийские деятели культуры и искусства: журналист А. Докукин, поэт М. Казаков. М. Казаков впоследствии написал об этом событии:
«Мне пришлось побывать за тысячу вёрст от Марийской республики в районном центре с. Износки Калужской области. Я не смог скрыть свою гордость за счастливое совпадение фамилий полководца и марийского воина и особенно за то, что героя марийского народа чтят русские братья».

## Память
- Именем С. Р. Суворова названы улица в Йошкар-Оле (с мемориальной доской, установленной на доме № 14 2 ноября 1974 года[9]) и площадь в с. Износки в Калужской области.
- Именем героя названа Сысоевская средняя школа Мари-Турекского района Марий Эл.
- Его имя носили Большеруяльская 8-летняя школа[10] и Мари-Биляморское педагогическое училище Мари-Турекского района РМЭ, которые он окончил[11].
- Имя героя носят пионерские дружины в Калуге, с. Износки Калужской области, д. Сысоево Мари-Турекского района Марий Эл.
- В советское время в совхозе «Октябрьский» был учреждён вымпел имени Героя Советского Союза С. Р. Суворова. При вручении вымпела героя-земляка на центральной усадьбе в честь передовиков поднимался флаг трудовой славы, а самому передовику на дом посылалась поздравительная телеграмма, о его успехе сообщалось по местному радио[12].
- В честь героя были установлены бюсты в с. Косолапово (в центре сада им. С. Р. Суворова в 1954 году), д. Сысоево Мари-Турекского района (перед школой его имени в 1992 году), с. Износки Калужской области (в сквере им. С. Р. Суворова в 1951 году).
- В июле 2015 года на малой Родине героя, в д. Большая Вочарма Мари-Турекского района рядом с домом, где он родился и рос, по инициативе местного землячества был открыт Мемориально-парковый комплекс им. С. Р. Суворова[13]. Также на мраморных плитах памятной стелы выгравированы имена ветеранов войны деревень, составлявших в советское время первую бригаду известного своими достижениями совхоза «Октябрьский»: Акпатырево, Большая Вочерма, Большие Коршуны, Малые Коршуны, Малинкино, Пумарь[14].
- На Аллее Славы в Центральном парке культуры и отдыха Йошкар-Олы есть мемориальная плита С. Р. Суворова.
- В историко-краеведческом музее Износковской средней школы Калужской области С. Р. Суворову посвящён отдельный стенд.
- Боевой подвиг С. Суворова запечатлён в литературно-художественных произведениях: рассказах В. Шишкова «Гордая фамилия», М. Калашникова «Однофамилец великого русского полководца», П. Константинова «Он мечтал о полётах к звёздам», повести Дим. Орая «Немеркнущая звезда», стихотворении В. Чалая «Деревня героя», «Песнях о Суворове» Н. Ильякова, Й. Осмина и М. Казакова на музыку Д. Кульшетова и Льва Сахарова.
- В 2017 году на праздновании 95-летии Героя Советского Союза С. Р. Суворова в Мари-Турекском районе Республики Марий Эл впервые был продемонстрирован видеофильм «Защитники Отечества», снятый на основе стихотворения поэта из Марий Эл А. Шурыгина активистами молодёжного военно-патриотического движения в месте гибели Героя у д. Агафьино Калужской области[15].

## Галерея

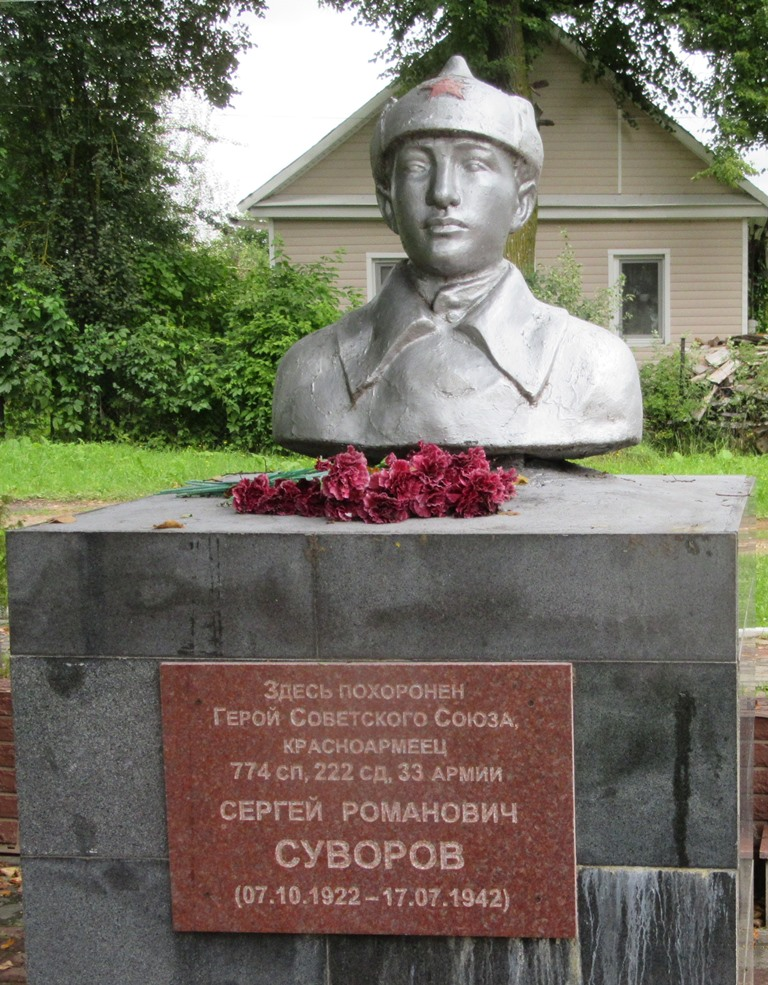
Бюст, установленный в с. Износки
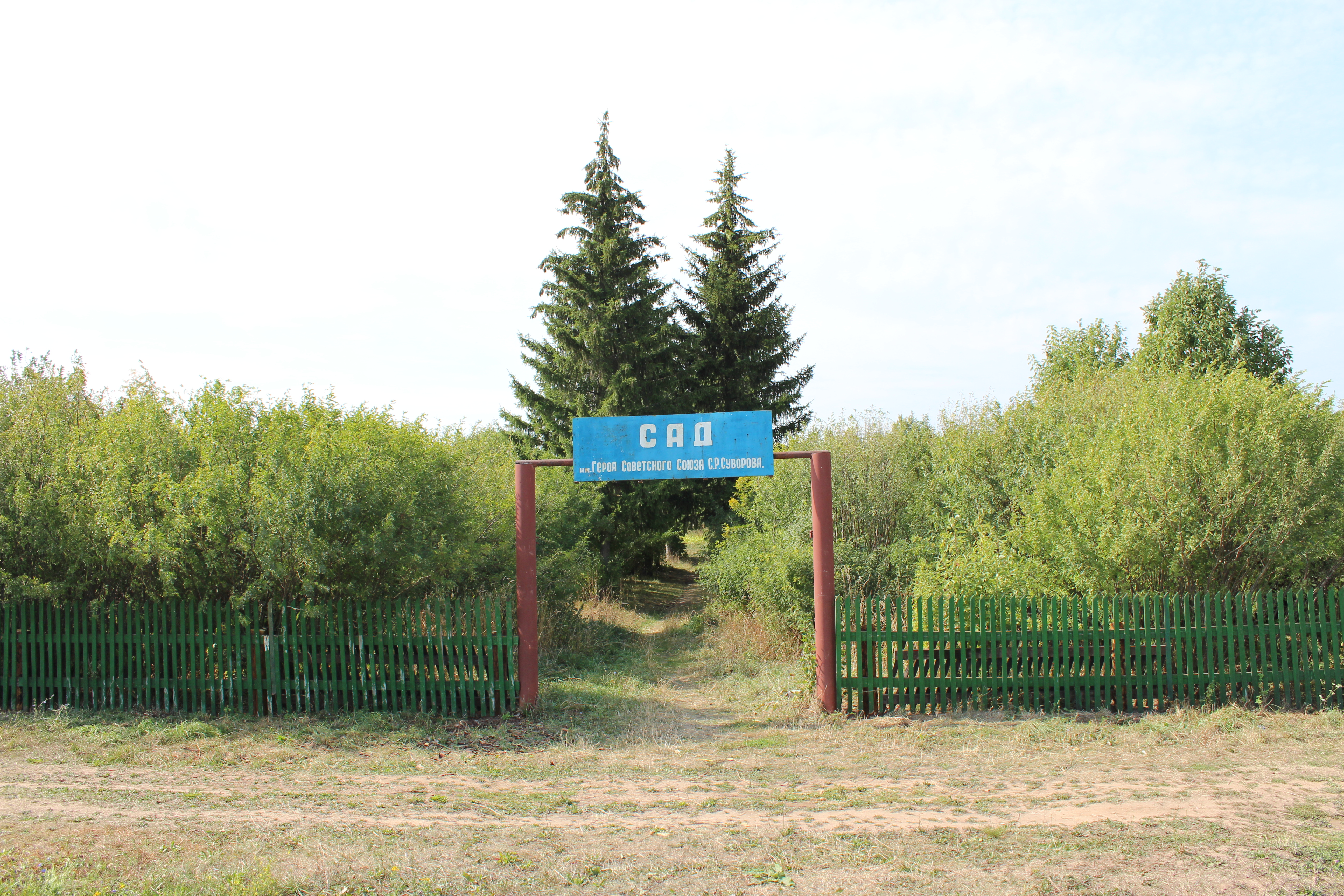
Сад имени Героя Советского Союза С. Р. Суворова в центре села Косолапово Мари-Турекского района Республики Марий Эл
Памятник С. Р. Суворову в одноимённом саду в с. Косолапово Мари-Турекского района Республики Марий Эл
Мемориальная доска на доме № 14 по улице Суворова в Йошкар-Оле
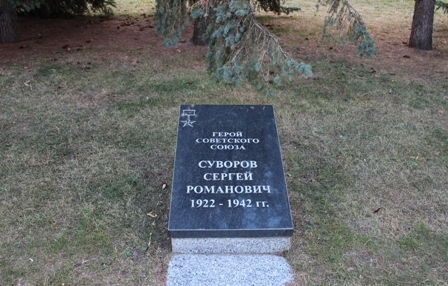
Мемориальная плита С. Р. Суворова на Аллее Славы Центрального парка культуры и отдыха в Йошкар-Оле